# TCDD DE21500 sorozat
A TCDD DE21500 sorozat  egy török Co'Co' tengelyelrendezésű dízel-villamos mozdony sorozat. A TCDD üzemelteti. Összesen 40 db-ot gyártott belőle 1957 és 1958 között a General Electric.